# Boomkwekerijmuseum
Het Boomkwekerijmuseum is een museum over boomteelt in Boskoop. Het museum bestaat uit drie gebouwen. Twee gebouwen zijn door middel van een glazen kasvormige constructie met elkaar verbonden. Hier bevindt zich het ontvangstpaviljoen met buitenterras, een ruimte voor de uitgebreide permanente expositie, de bibliotheek en een ruimte voor wisseltentoonstellingen. Het derde gebouw is en boomkwekerswoning gebouwd in 1870 en ingericht in de sfeer van 1900-1910. Een loods en museumkwekerij met planten die ook voorkwamen op een kwekerij uit 1900, completeren het geheel.

## Geschiedenis
Sinds 1970 werd door een groep vrijwilligers verschillende objecten die betrekking hadden op de boomkwekerij geïnventariseerd die daarvoor werden bewaard op het gemeentehuis van Boskoop. In 1974 werd de Stichting Boomkwekerijmuseum Boskoop opgericht, later veranderde deze naam in Stichting Boomkwekerij Museum. In 1981 kwamen de twee panden en de achterliggende kwekerij in handen van de stichting, het derde pand is aangekocht door het museum.
Na een jaar van verbouwing werd in 2008 het museum heropend door commissaris van de Koningin Jan Franssen. Door deze verbouwing kreeg het museum onder andere een glazen ontvangstpaviljoen.